# Єгоров Олександр Ілліч
Олекса́ндр Іллі́ч Єго́ров (нар. 13 (25) жовтня 1883, місто Бузулук, Самарська губернія, Російська імперія — розстріляний 23 лютого 1939, місто Москва) — радянський воєначальник. Один з перших Маршалів Радянського Союзу (1935), начальник Генерального штабу Червоної Армії. Жертва сталінського Великого терору. Кандидат у члени ЦК ВКП(б) у 1934—1938 роках.

## Життєпис
Народився 25 жовтня 1883 року в місті Бузулук (за іншими даними — в селі Лабази Бузулуцького повіту) Самарської губернії Російської імперії (тепер — Оренбурзька область Росії) в багатодітній родині міщанина. У 1895 році закінчив церковнопарафіяльну школу, в 1899 році — міське училище міста Бузулука.
У 1902 році закінчив екстерном класичну гімназію в Самарі і вступив на військову службу. Зарахований до 4-го гренадерського Несвизького полку. Член партії соціалістів-революціонерів з 1904 по 1907 та з 1914 по 1917 рік, член партії лівих соціалістів-революціонерів (групи революційних комуністів) з 1917 по 1918 рік.
У 1905 році з відзнакою закінчив Казанське піхотне юнкерське училище і отримав звання підпоручика. За розподілом призначений у 13-й лейб-гренадерський Ериванський полк. Під час революції 1905 — 1907 років брав участь у каральних акціях на Кавказі, служив у місті Мангліс Тифліської губернії.

### Перша Світова війна
Учасник Першої світової війни. Командував ротою, батальйоном 132-го піхотного Бендерського полку, був помічником начальника школи прапорщиків. Дослужився до звання підполковника царської армії (за деякими джерелами вказується, що до полковника, але через бюрократизм документами звання утверджено через місяць після Жовтневої революції). За роки війни отримав 5 поранень і контузій.

### Громадянська війна в Росії
З жовтня 1917 по березень 1918 року — начальник загону Червоної армії на Північному фронті та в Петрограді. У 1918 році — голова Центрополонбіжу. З травня по серпень 1918 року — інспектор із організації і навчання РСЧА (голова Вищої атестаційної комісії з відбору офіцерів в РСЧА) та комісар Всеросійського Головного Штабу Народного комісаріату військових та морських справ РРФСР у Москві.
Член РКП(б) з липня 1918 року.
З 1918 року воював на фронтах Громадянської війни. З серпня по 3 жовтня 1918 року — командувач групи військ Південного фронту РСЧА. З 3 жовтня по 26 листопада 1918 року — командувач 9-ї армії Південного фронту в місті Балашові. З 26 грудня 1918 по 16 липня 1919 року — командуючий 10-ї армії Південного фронту в місті Царицині. В 1919 році був важко поранений у бою під Плетньовим (на річці Сал). З 9 липня по 11 жовтня 1919 року — член Революційної військової ради (РВР) Південного фронту. З 16 липня по 11 жовтня 1919 року — командувач 14-ї армії Південного фронту в міста Кременчуці та Брянську.
З 11 жовтня 1919 по 10 січня 1920 року — командувач Південного фронту РСЧА в містах Серпухові, Курську, Харкові.
10 січня — 31 грудня 1920 року — командувач Південно-Західного фронту РСЧА в містах Харкові, Кременчуці, Києві.

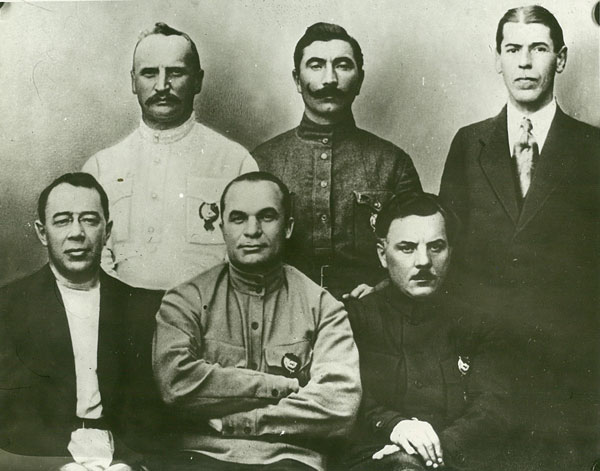
Група командувачів. Стоять: М. М. Петін, С. М. Будьонний, Б. М. Шапошников Сидять: С. І. Гусєв, О. І. Єгоров, К. Є. Ворошилов. 1921 рік

З 1 січня по 21 квітня 1921 року — командувач військ Київського військового округу.
17 квітня — 3 вересня 1921 року — командир 7-ї армії РСЧА та командувач військ Петроградського військового округу.
3 20 вересня 1921 року по 24 січня 1922 року — командувач військ Західного фронту РСЧА в Смоленську.
У січні 1922 — квітні 1924 року командував Окремою Кавказькою Червонопрапорною армією в місті Тифлісі.

### Повоєнна служба
З квітня 1924 по грудень 1925 року — командувач військ України та Криму (Українського військового округу) в місті Харкові. Одночасно з 9 серпня 1924 по грудень 1925 року — уповноважений РВР СРСР і Народного комісаріату військових та морських справ СРСР по УСРР. 10 травня 1924 — 20 червня 1934 року — член РВР СРСР.
У грудні 1925 — травні 1926 року — військовий атташе СРСР у Китаї (місто Пекін).
З травня 1926 по травень 1927 року — заступник начальника військово-промислового управління Вищої ради народного господарства (ВРНГ) СРСР.
У травні 1927 — квітні 1931 року — командувач військ Білоруського військового округу в Смоленську.
З липня 1931 року — начальник Штабу РСЧА, з 1935 до 9 травня 1937 року — начальник Генерального штабу РСЧА.

9 травня 1937 — січень 1938 року — заступник народного комісара оборони СРСР.
У січні 1938 року Маршала Радянського Союзу Єгорова понижують у посаді та направляють командувати військами Закавказького військового округу (січень — 25 лютого 1938 року).
27 березня 1938 року заарештований органами НКВС за звинуваченням у «шпигунстві, підготовці терористичних актів і участі в контрреволюційній організації». Засуджений Воєнною колегією Верховного суду СРСР 22 лютого 1939 року до страти, розстріляний наступного дня. Кремований на Новому Донському цвинтарі.
Реабілітований посмертно 14 березня 1956 року. Поновлений в членах КПРС 22 березня 1956 року.

## Твори
- Львов—Варшава. 1920 год Взаимодействие фронтов. M —Л., 1929;
- Гражданская война в России: Разгром Деникина. — М.: ООО «Издательство ACT»; СПб.: Terra Fantastica, 2003. — 640 с.: ил. — (Военно-историческая библиотека). // Тираж 5 000 экз. ISBN 5-17-015247-7 (ООО «Издательство ACT»). ISBN 5-7921-0630-4 (TF).
- Тактика и оперативное искусство РККА начала тридцатых годов.— В кн.: Вопросы стратегии и оперативного искусства в советских военных трудах (1917—1940 гг.). М., 1965;
- Задача современного военного искусства.— В кн.: Вопросы стратегии и оперативного искусства в советских военных трудах (1917—1940 гг.). М., 1965;

### Військові звання
- унтер-офіцер (1902)
- старший портупей-юнкер (6.12.1904)
- підпоручник (22.04.1905)
- поручник (10.11.1908)
- штабс-капітан (15.11.1912)
- капітан (30.05.1916)
- підполковник (27.11.1916)
- полковник (9.11.1917)
- Маршал Радянського Союзу (20.11.1935)

## Нагороди
- Орден Святого Станіслава III ступеня (від 10 березня 1907 року)
- Хрест «50-річчя завершення Кавказьких воєн» (від 31 серпня 1909 року)
- Медаль «В пам'ять 100-річчя Вітчизняної війни 1812 року» (15 серпня 1912)
- Медаль «В пам'ять 300-річчя царювання дому Романових» (21 лютого 1913)
- Орден Святої Анни III ступеня (від 6 квітня 1914 року).
- Орден Святої Анни IV ступеня (від 30 березня 1915 року).
- Мечі і бант до ордену Святої Анни III ступеня (від 30 березня 1915 року).
- Орден Святого Станіслава II ступеня з мечами (від 30 травня 1915 року).
- Орден Святої Анни II ступеня з мечами (від 23 жовтня 1915 року)
- Георгіївська зброя (від 24 січня 1917 року)
- Орден Святого Володимира IV ступеня з мечами та бантом (від 12 лютого 1917 року).
- Два ордени Червоного Прапора (листопад 1919, лютий 1928).
- Орден Червоного Прапора Азербайджанської РСР (1922).
- Орден Червоного Прапора Грузинської РСР (12.05.1924).